# Plougar
Plougar é uma comuna francesa na região administrativa da Bretanha, no departamento Finisterra. Estende-se por uma área de 17,68 km². Em 2010 a comuna tinha 816 habitantes (densidade: 46,2 hab./km²).